# Campeonato Europeu de Patinação Artística no Gelo de 1960
O Campeonato Europeu de Patinação Artística no Gelo de 1960 foi a quinquagésima segunda edição do Campeonato Europeu de Patinação Artística no Gelo, um evento anual de patinação artística no gelo organizado pela União Internacional de Patinação (em inglês:  International Skating Union) onde os patinadores artísticos competem pelo título de campeão europeu. A competição foi disputada entre os dias 4 de fevereiro e 7 de fevereiro, na cidade de Garmisch-Partenkirchen, Alemanha Ocidental.

## Eventos
- Individual masculino
- Individual feminino
- Duplas
- Dança no gelo

## Medalhistas
| Evento                        | Ouro                                                     | Prata                                        | Bronze                                           |
| Individual masculino detalhes | Alain Giletti · França                                   | Norbert Felsinger · Áustria                  | Manfred Schnelldorfer · Alemanha Ocidental       |
| Individual feminino detalhes  | Sjoukje Dijkstra · Países Baixos                         | Regine Heitzer · Áustria                     | Joan Haanappel · Países Baixos                   |
| Duplas detalhes               | Marika Kilius · Hans-Jürgen Bäumler · Alemanha Ocidental | Nina Zhuk · Stanislav Zhuk · União Soviética | Margret Göbl · Franz Ningel · Alemanha Ocidental |
| Dança no gelo detalhes        | Doreen Denny · Courtney Jones · Reino Unido              | Christiane Guhel · Jean Paul Guhel · França  | Mary Parry · Roy Mason · Reino Unido             |

## Resultados

### Individual masculino
| Pos.              | Nome                  | Nacionalidade      | Pontos |
| ----------------- | --------------------- | ------------------ | ------ |
| Medalha de ouro   | Alain Giletti         | França             | 11     |
| Medalha de prata  | Norbert Felsinger     | Áustria            | 20     |
| Medalha de bronze | Manfred Schnelldorfer | Alemanha Ocidental | 31     |
| 4                 | Alain Calmat          | França             | 30     |
| 5                 | Tilo Gutzeit          | Alemanha Ocidental | 43     |
| 6                 | Peter Jonas           | Áustria            | 61     |
| 7                 | David Clements        | Reino Unido        | 62     |
| 8                 | Lev Mikhailov         | União Soviética    | 78     |
| 9                 | Knoel Kjølberg        | Noruega            | 85     |
| 10                | Robin Jones           | Reino Unido        | 81     |
| 11                | Hubert Knopfler       | Suíça              | 103    |
| 12                | Heinrich Podhasjski   | Áustria            | 112    |
| 13                | François Pache        | Suíça              | 130    |
| 14                | Pavel Fohler          | Tchecoslováquia    | 137    |
| 15                | Bodo Bockenauer       | Alemanha Oriental  | 133    |
| 16                | Henryk Hanzel         | Polônia            | 138    |
| 17                | Sergio Brosio         | Itália             | 147    |
| 18                | Michael Flebbe        | Alemanha Oriental  | 153    |
| 19                | Valeri Meshkov        | União Soviética    | 155    |
| 20                | Raymund Wiklander     | Suécia             | 180    |

### Individual feminino
| Pos.              | Nome                 | Nacionalidade      | Pontos |
| ----------------- | -------------------- | ------------------ | ------ |
| Medalha de ouro   | Sjoukje Dijkstra     | Países Baixos      | 9      |
| Medalha de prata  | Regine Heitzer       | Áustria            | 20     |
| Medalha de bronze | Joan Haanappel       | Países Baixos      | 28     |
| 4                 | Karin Frohner        | Áustria            | 46     |
| 5                 | Jana Mrazkova        | Tchecoslováquia    | 46     |
| 6                 | Anna Galmarini       | Itália             | 56     |
| 7                 | Patricia Pauley      | Reino Unido        | 65     |
| 8                 | Jindriska Kramperova | Tchecoslováquia    | 80     |
| 9                 | Anne Reynolds        | Reino Unido        | 91     |
| 10                | Nicole Hassler       | França             | 86     |
| 11                | Dany Rigoulot        | França             | 93     |
| 12                | Carolyn Krau         | Reino Unido        | 123    |
| 13                | Jitka Hlavackova     | Tchecoslováquia    | 116    |
| 14                | Carla Tichatscheck   | Itália             | 121    |
| 15                | Bärbel Martin        | Alemanha Ocidental | 140    |
| 16                | Hella Henneis        | Áustria            | 160    |
| 17                | Fränzi Schmidt       | Suíça              | 153    |
| 18                | Helga Zöllner        | Hungria            | 160    |
| 19                | Ursel Barkey         | Alemanha Ocidental | 167    |
| 20                | Liliane Crosa        | Suíça              | 177    |
| 21                | Ann Margret Frei     | Suíça              | 179    |
| 22                | Yvette Busieau       | Bélgica            | 194    |
| 23                | Edda Jurek           | Hungria            | 205    |
| 24                | Tatiana Nemtsova     | União Soviética    | 212    |
| 25                | Karin Dehle          | Noruega            | 223    |
| 26                | Heidemarie Steiner   | Alemanha Oriental  | 223    |
| 27                | Tamara Bratus        | União Soviética    | 242    |
| WD                | Ina Bauer            | Alemanha Ocidental | —      |

### Duplas
| Pos.              | Nome                                 | Nacionalidade      | Pontos |
| ----------------- | ------------------------------------ | ------------------ | ------ |
| Medalha de ouro   | Marika Kilius / Hans-Jürgen Bäumler  | Alemanha Ocidental | 10     |
| Medalha de prata  | Nina Zhuk / Stanislav Zhuk           | União Soviética    | 13     |
| Medalha de bronze | Margret Göbl / Franz Ningel          | Alemanha Ocidental | 20     |
| 4                 | Liudmila Belousova / Oleg Protopopov | União Soviética    | 30     |
| 5                 | Hana Dvorakova / Karel Vosatka       | Tchecoslováquia    | 34.5   |
| 6                 | Marie Hezinova / Karel Janouch       | Tchecoslováquia    | 47     |
| 7                 | Diana Hinko / Heinz Döpfl            | Áustria            | 52     |
| 8                 | Margit Senf / Peter Göbel            | Alemanha Oriental  | 56     |
| 9                 | Gerda Johner / Rüdi Johner           | Suíça              | 57.5   |
| 10                | Tatiana Zhuk / Alexander Gavrilov    | União Soviética    | 65     |
| 11                | Rita Blumenberg / Werner Mensching   | Alemanha Ocidental | 77     |

### Dança no gelo
| Pos.              | Nome                                   | Nacionalidade      | Pontos |
| ----------------- | -------------------------------------- | ------------------ | ------ |
| Medalha de ouro   | Doreen Denny / Courtney Jones          | Reino Unido        | 7      |
| Medalha de prata  | Christiane Guhel / Jean Paul Guhel     | França             | 14     |
| Medalha de bronze | Mary Parry / Roy Mason                 | Reino Unido        | 23     |
| 4                 | Rita Paucka / Peter Kwiet              | Alemanha Ocidental | 33     |
| 5                 | Ann Gross / Francis Williams           | Reino Unido        | 35     |
| 6                 | Elly Thal / Hannes Burkhardt           | Alemanha Ocidental | 41     |
| 7                 | Eva Romanová / Pavel Roman             | Tchecoslováquia    | 45     |
| 8                 | Armelle Flichy / Pierre Brun           | França             | 58     |
| 9                 | Margot Nissen / Gerhard Mayer          | Alemanha Ocidental | 69     |
| 10                | Olga Gilardi / Germano Ceccatini       | Itália             | 71     |
| 11                | Annick de Trentinian / Jacques Mer     | França             | 75     |
| 12                | Ludovica Boccacci / Gianfranco Canepa  | Itália             | 81     |
| 13                | György Korda / Pal Vásárhelyi          | Hungria            | 88     |
| 14                | Helga Michlmaier / Gerald Felsinger    | Áustria            | 95     |
| WD                | Catharina Odink / Jacobus Odink        | Países Baixos      | —      |
| WD                | Elżbieta Zdankiewicz / Emanuel Koczyba | Polônia            | —      |

## Quadro de medalhas
| Ordem | País               | Medalha de ouro | Medalha de prata | Medalha de bronze |    | Ordem por total |
| ----- | ------------------ | --------------- | ---------------- | ----------------- | -- | --------------- |
| 1     | França             | 1               | 1                |                   | 2  | 2               |
| 2     | Alemanha Ocidental | 1               |                  | 2                 | 3  | 1               |
| 3     | Países Baixos      | 1               |                  | 1                 | 2  | 2               |
| 3     | Reino Unido        | 1               |                  | 1                 | 2  | 2               |
| 5     | Áustria            |                 | 2                |                   | 2  | 2               |
| 6     | União Soviética    |                 | 1                |                   | 1  | 6               |
| TOTAL | TOTAL              | 4               | 4                | 4                 | 12 | —               |